# The Wallflowers
The Wallflowers är ett amerikanskt pop/rock-band som bildades 1990 i Los Angeles, Kalifornien. Bandet hette The Apples tidigare. 
Frontmannen i bandet, gitarristen och sångaren Jakob Dylan, är son till den legendariske rockmusikern Bob Dylan.
Efter att ha släppt sitt eponyma debutalbum 1992, släppte Wallflowers det som skulle bli deras mest kända och högst säljande album, Bringing Down the Horse 1996, med låtarna "One Headlight" och "6th Avenue Heartache". De fortsatte att släppa ytterligare tre album innan de tog en paus. 2012 återförenades Wallflowers för att släppa sitt sjätte studioalbum, Glad All Over.

## Medlemmar
Nuvarande medlemmar
- Jakob Dylan – sång, gitarr, piano, basgitarr (1989–)

Tidigare medlemmar
- Fred Eltringham – trummor (2004–2011)
- Rami Jaffee – keyboard, sång (1990–2013)
- Greg Richling – basgitarr (1993–2013)
- Mario Calire – trummor (1995–2003)
- Barrie Maguire – basgitarr, sång (1989–1993)
- Peter Yanowitz – trummor, slagverk (1990–1994)
- Tobi Miller – gitarr (1989–1995)
- Michael Ward – gitarr (1995–2001)
- Jack Irons – trummor (2012–2013)
- Stuart Mathis – gitarr, sång (2005–2014)

## Diskografi
Studioalbum
- 1992 – The Wallflowers
- 1996 – Bringing Down the Horse
- 2000 – (Breach)
- 2002 – Red Letter Days
- 2005 – Rebel, Sweetheart
- 2012 – Glad All Over

Singlar
- 1992 – "Ashes to Ashes"
- 1996 – "6th Avenue Heartache"
- 1997 – "The Difference"
- 1997 – "One Headlight"
- 1998 – "Three Marlenas"
- 1998 – "Heroes"
- 1999 – "Invisible City"
- 2000 – "Letters From the Wasteland"
- 2000 – "Sleepwalker"
- 2002 – "How Good Can It Get"
- 2002 – "When You're on Top"
- 2003 – "If You Never Got Sick"
- 2005 – "God Says Nothing Back"
- 2005 – "The Beautiful Side of Somewhere"
- 2012 – "Reboot the Mission"

Samlingsalbum
- 2009 – Collected: 1996-2005
- 2010 – Looking Through You: Another Collection Interscope